# 트릴루미너스 디스플레이
트릴루미너스 디스플레이(TRILUMINOS DISPLAY™)는 소니에서 개발된 액정 디스플레이와 LED에 대한 개선 기술이자 등록상표이다. 2004년 소니 퀄리아 KDX-46Q005 모델에서 처음 공개되었으며 2008년부터는 BRAVIA에도 적용되었다. 현재 소니의 대부분의 액정 제품에 이 기술이 사용되고 있다.

## 같이 보기
- 소니